# Polistes apachus
Polistes apachus är en getingart som beskrevs av Henri de Saussure 1857.
Polistes apachus ingår i släktet pappersgetingar och familjen getingar. Inga underarter finns listade i Catalogue of Life.